# Liste von Söhnen und Töchtern der Stadt Homburg
Die Liste von Söhnen und Töchtern der Stadt Homburg beinhaltet Persönlichkeiten, die in Homburg geboren sind.

## 18. Jahrhundert
- Heinrich Christian von Schmaltz (1787–1865), bayerischer General und griechischer Kriegsminister

## 19. Jahrhundert

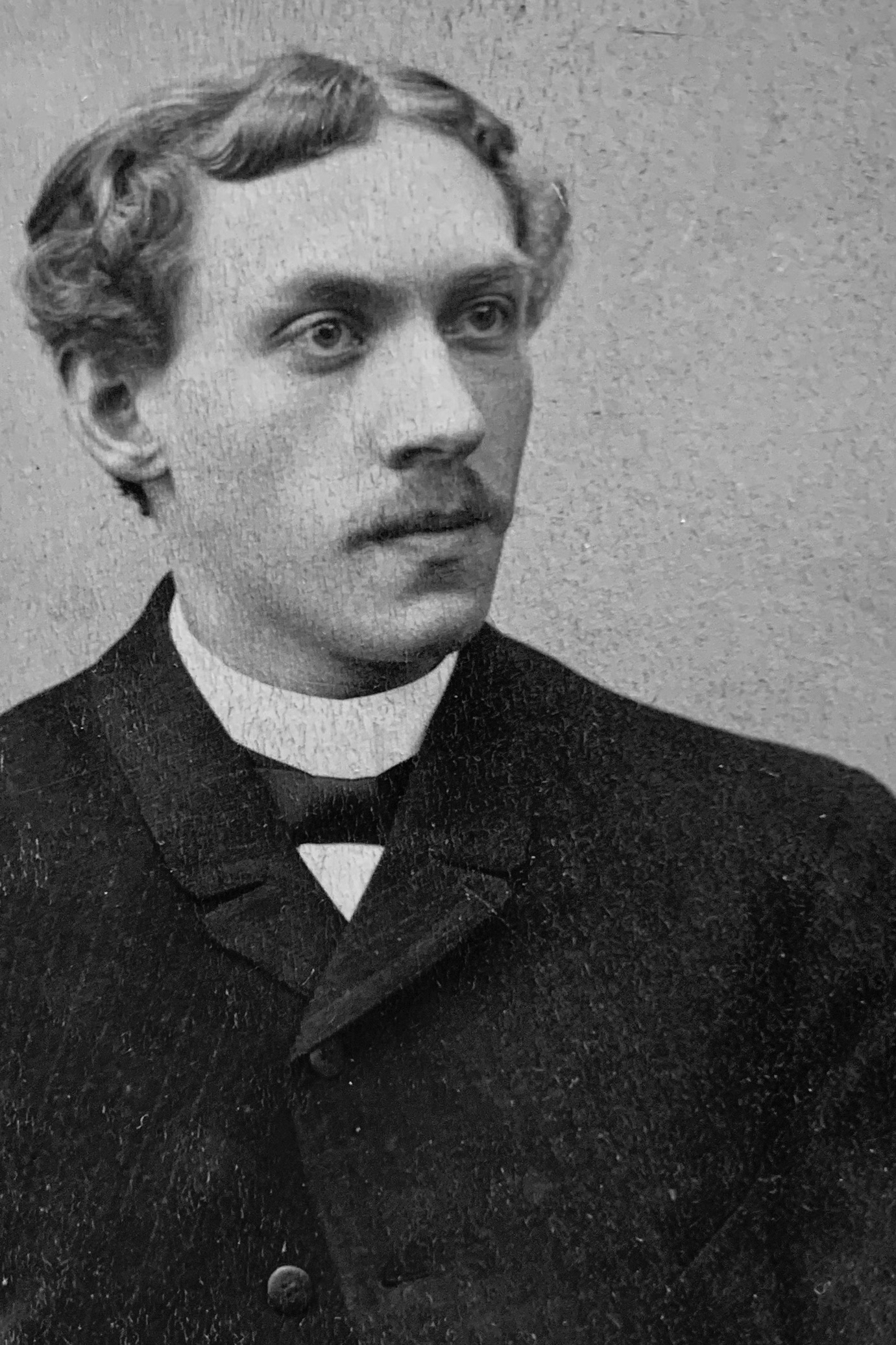
Johannes Schön

- Carl Spatz (1845–1907), Architekt und Gründungsdirektor der Pfalzgalerie Kaiserslautern
- Johannes Schön (1867–1915), Maschinenfabrikant und Ledergroßhändler
- Ernst Kiefer (1869–1936), Saarpfälzer Mundartdichter
- Erich Köhler (1888–1952), deutscher Unternehmer und Industriemanager
- Ernst Ludwig Leyser (1896–1973), Politiker (NSDAP) und SS-Brigadeführer

## 20. Jahrhundert

### 1901 bis 1950
- Friedrich Klein (1905–1944), evangelischer Pfarrer
- Ludwig Gräf (1908–1978), Sportschütze
- Willi Spiess (1909–1997), Maler und Grafiker
- Kurt Conrad (1911–1982), Politiker (SPD), MdB, saarländischer Minister und Bürgermeister von Homburg
- Ernst Lampert (1912–1964), Leichtathlet
- Max Mertz (1912–1981), Grafiker und Maler
- Paul Weber (1915–1994), Unternehmer und Wirtschaftswissenschaftler, Leiter der Karlsberg Brauerei
- Franz Roos (1917–1983), im Ortsteil Bruchhof geborener Politiker, Mitglied des Saarländischen Landtags
- Albert Fürst (1920–2014), Künstler, Träger des Bundesverdienstkreuzes
- Alfred Kühn (1920–1999), Gewerkschafter und Politiker
- Edith Aron (1923–2020), Schriftstellerin und Übersetzerin
- Kurt Clemens (1925–2021), Fußballspieler
- Gerd Volker Heene (1926–2009), Architekt und Hochschullehrer
- Helmut R. Leppien (1933–2007), Kunsthistoriker
- Hans-Jürgen Gebhardt (* 1945), Jurist
- Clemens Lindemann (* 1947), Politiker (SPD), Landrat des Saarpfalz-Kreises
- Hans Bollinger (* 1949), in Wörschweiler geborener Pädagoge und Musiker
- Joachim Rippel (* 1950), ehemaliger saarländischer Minister und Oberbürgermeister von Homburg (CDU), Vorsitzender des Verwaltungsrates des Saarländischen Rundfunks
- Barbara Wackernagel-Jacobs (* 1950), ehemaliger saarländische Ministerin (SPD) und Filmproduzentin

### 1951 bis 2000
- Bernhard H. Bonkhoff (* 1953), Theologe, Historiker, evangelischer Pfarrer, Buchautor und Herausgeber
- Vera Regitz-Zagrosek (* 1953), Fachärztin für Kardiologie, Mitgründerin der Gendermedizin in Deutschland
- Theo Roos (* 1953), Filmemacher, Musiker und Philosoph
- Horst Ehrmantraut (* 1955), ehemaliger Fußballbundesligaspieler und Trainer, UEFA-Cup-Sieger 1980
- Stefan Bernhard Eck (* 1956), Politiker (ehemals Tierschutzpartei, zur Zeit parteilos)
- Elke Eder-Hippler (* 1958), Gewerkschafterin, Politikerin, Abgeordnete im Landtag des Saarlandes
- Kurt Knoll (* 1958), ehemaliger Fußballbundesligaspieler und Trainer
- Jörg Glauben (* 1959), Koch, mit einem Stern im Guide Michelin ausgezeichnet
- Markus Schmidt-Märkl (* 1959), Fernsehproduzent und Regisseur
- Birgit Schweiberer (* 1961), fünffache Deutsche- und Europameisterin im Karate
- Andreas Stenger (* 1963), Polizist, Präsident des Landeskriminalamts Baden-Württemberg
- Philip Scheffner (* 1966), Filmemacher
- Joachim Meyerhoff (* 1967), Schauspieler, Regisseur und Schriftsteller, seit 2005 Ensemblemitglied des Wiener Burgtheaters
- Ulrich Commerçon (* 1968), Politiker (SPD)
- Astrid Klug (* 1968), Politikerin (SPD), MdB, ehemalige Staatssekretärin und Bundesgeschäftsführerin der SPD
- Nicole Höchst (* 1970), Politikerin (AfD), MdB
- Mandana Naderian (* 1970), Fernsehmoderatorin, Produzentin, Redakteurin und Podcasterin
- Andreas Walzer (* 1970), Olympiasieger im Bahnrad-Vierer 1992
- Markus Heitz (* 1971), Fantasy- und Science-Fiction-Autor
- Eva Pons (* 1971), Pianistin und Dirigentin
- Markus Wallwiener (* 1980), Gynäkologe und Hochschullehrer
- Timo Bernhard (* 1981), Autorennfahrer, viermaliger Sieger des 24-h-Rennens auf dem Nürburgring
- Andreas Haas (* 1982), Fußballspieler
- David Bardens (* 1984), Arzt
- Laura Steinbach (* 1985), Handballspielerin
- Gina Wetzel (* 1985), Mangazeichnerin
- Monique Leßmeister (* 1987), Dartspielerin
- Julia Johannsen (* 1988), Theologin, Künstlerin und Galeristin
- Franziska Hennes (* 1992), Squashspielerin, Mitglied der Nationalmannschaft und dreifache Deutsche Meisterin
- Patrick Schmidt (* 1993), Fußballspieler
- Lukas Hoffmann (* 1997), Fußballspieler

## 21. Jahrhundert
- David Lelle (* 2003), Fußballspieler
- Angelos Stavridis (* 2003), Fußballspieler